# Calibrachoa
Calibrachoa (đọc là ca-libra-KO-a) là một chi thực vật có hoa của họ Solanaceae.

## Các loài

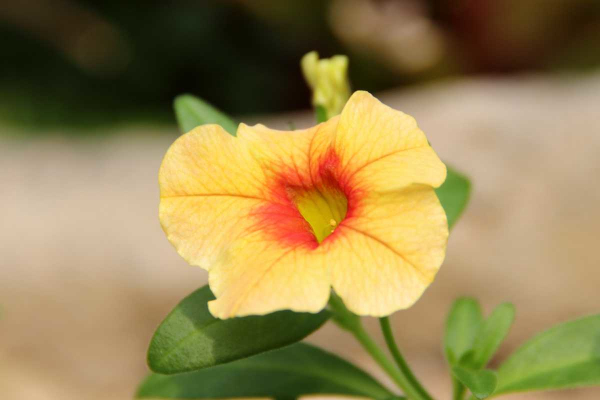
A Calibrachoa hybrid

Chi này được ghi nhận có 28 loài, bao gồm:
| - Calibrachoa caesia - Calibrachoa calycina - Calibrachoa dusenii - Calibrachoa eglandulata - Calibrachoa elegans - Calibrachoa ericaefolia - Calibrachoa excellens - Calibrachoa hassleriana | - Calibrachoa heterophylla - Calibrachoa linearis - Calibrachoa parviflora - Calibrachoa pygmaea - Calibrachoa rupestris - Calibrachoa sellowiana - Calibrachoa spathulata - Calibrachoa thymifolia |